# Équipe du Botswana de football
Cet article traite de l'équipe masculine. Pour l'équipe féminine, voir Équipe du Botswana féminine de football.
Maillots
L'équipe du Botswana de football est constituée par une sélection des meilleurs joueurs botswanais sous l'égide de la Fédération du Botswana de football.

## Histoire

### Débuts
La fédération est créée en 1970 et affiliée à la FIFA en 1978.
La nation d'Afrique australe participe à sa première compétition préliminaire pour la Coupe du monde 1994 aux États-Unis, où elle affronte le Niger et la Côte d'Ivoire. Ils obtiennent un match nul 0-0 avec cette dernière à Gaborone, mais perdent leurs trois autres matches, terminant ainsi à la dernière place de leur groupe.
La compétition suivante à laquelle ils participent est la Coupe du monde 2002, où ils affrontent la Zambie dans un match aller-retour pour décider de l'équipe qui passerait en phase de groupe. La Zambie remporte les deux manches du match pour se qualifier et éliminer le Botswana.

### Quelques mauvais résultats et quelques exploits
Après cela, le Botswana connaît quelques mauvais résultats avec une défaite 3-0 contre la Zambie, et des défaites contre les équipes d'Afrique du Sud et du Zimbabwe à domicile à Gaborone, ce qui frustre de nombreux supporters. Un match nul contre Madagascar, qui est classé 146e au monde à l'époque, conduit la Fédération du Botswana à licencier l'entraîneur Colwyn Rowe, bien qu'il ait mené le Botswana à son meilleur classement FIFA de l'époque, soit la 95e place. La Fédération botswanaise déclare que cette mesure avait été prise parce qu'elle craignait pour sa sécurité face à des supporters en colère. Stanley Tshosane est nommé pour le remplacer et, pour son premier match à la tête de l'équipe, le Botswana remporte une impressionnante victoire 2-1 sur le Mozambique, ce qui lui permet d'occuper une position relativement forte dans son groupe de qualification. Malgré un match nul honorable contre la Côte d'Ivoire, le Botswana termine à la dernière place de son groupe de qualification pour la Coupe du monde 2010 en Afrique du Sud.

### Première participation à la Coupe d'Afrique des nations
Cette déception est suivie de la période la plus réussie de l'histoire du Botswana. Le Botswana défie son classement pour devenir la première équipe à se qualifier pour la Coupe d'Afrique des nations 2012, en battant la Tunisie à domicile et à l'extérieur. Ce succès coïncide avec l'ascension du Botswana au 53e rang du classement FIFA, le plus élevé de son histoire. Le Botswana ne réussit pas à tirer parti de ce regain de forme lors du tournoi, s'inclinant de justesse face au Ghana et au Mali et lourdement face à la Guinée pour terminer dernier de son groupe avec zéro point.

### Échecs successifs à se qualifier à un tournoi
Dans le cadre du format de qualification de la Coupe d'Afrique des nations 2013, ils affrontent le Mali en match aller-retour, qu'ils perdent 7-1 sur l'ensemble des deux manches. Ils échouent ensuite à se qualifier pour la Coupe du monde 2014, terminant troisième de leur groupe avec sept points derrière l'Afrique du Sud et l'Éthiopie.
En octobre 2013, la Fédération botswanaise licencie Stanley Tshosane, invoquant le fait qu'il n'avait "pas atteint les objectifs qui lui avaient été fixés". Elle nomme ensuite l'anglais Peter Butler en février 2014.
Depuis lors, la qualification pour les grands tournois continue d'échapper au Botswana. Malgré leur victoire sur le Burundi et la Guinée-Bissau en huitièmes de finale, ils terminent derniers de leur difficile groupe de qualification pour la Coupe d'Afrique des nations 2015, avec un seul point. Dans leur groupe de qualification pour la Coupe d'Afrique des nations 2017, ils finissent troisième, à sept points du Burkina Faso et de l'Ouganda. Lors des qualifications pour la Coupe du monde 2018, ils battent l'Érythrée au premier tour et se sont imposés 2-1 à domicile contre le Mali lors du match aller du second tour. Cependant, une victoire 2-0 du Mali à Bamako signifie que le Botswana perd sur l'ensemble des matches et ne réussit pas à passer les phases de groupe.
En juillet 2017, David Bright devient le sélectionneur des Zèbres pour la quatrième fois après que la Fédération botswanaise choisit de ne pas renouveler le contrat de Peter Butler. Il dirige l'équipe lors des qualifications pour la Coupe d'Afrique des nations 2019, mais les résultats sont médiocres, le Botswana n'ayant marqué qu'un seul but lors de ses six matches du groupe I.

## Palmarès

### Classement FIFA
| Année              | 1993 | 1994 | 1995 | 1996 | 1997 | 1998 | 1999 | 2000 | 2001 | 2002 | 2003 | 2004 | 2005 | 2006 | 2007 | 2008 | 2009 | 2010 | 2011 | 2012 | 2013 | 2014 | 2015 | 2016 | 2017 | 2018 |
| ------------------ | ---- | ---- | ---- | ---- | ---- | ---- | ---- | ---- | ---- | ---- | ---- | ---- | ---- | ---- | ---- | ---- | ---- | ---- | ---- | ---- | ---- | ---- | ---- | ---- | ---- | ---- |
| Classement mondial | 140  | 145  | 155  | 161  | 162  | 155  | 165  | 150  | 153  | 136  | 112  | 102  | 101  | 108  | 103  | 117  | 118  | 53   | 95   | 121  | 97   | 107  | 95   | 112  | 150  | 145  |

### Parcours enCoupe du monde
| Année | Position     |      | Année         | Position |                        | Année | Position |
| 1930  | Non inscrite | 1974 | Non inscrite  | 2010     | Non qualifiée          |       |          |
| 1934  | Non inscrite | 1978 | Non inscrite  | 2014     | Non qualifiée          |       |          |
| 1938  | Non inscrite | 1982 | Non inscrite  | 2018     | Non qualifiée          |       |          |
| 1950  | Non inscrite | 1986 | Non inscrite  | 2022     | Non qualifiée          |       |          |
| 1954  | Non inscrite | 1990 | Non inscrite  | 2026     | Éliminatoires en cours |       |          |
| 1958  | Non inscrite | 1994 | Non qualifiée | 2030     | À venir                |       |          |
| 1962  | Non inscrite | 1998 | Non inscrite  | 2034     | À venir                |       |          |
| 1966  | Non inscrite | 2002 | Non qualifiée |          |                        |       |          |
| 1970  | Non inscrite | 2006 | Non qualifiée |          |                        |       |          |

### Parcours enCoupe d'Afrique
| Année | Position     |      | Année             | Position |                   | Année   | Position |
| 1957  | Non inscrite | 1982 | Non inscrite      | 2006     | Tour préliminaire |         |          |
| 1959  | Non inscrite | 1984 | Non inscrite      | 2008     | Tour préliminaire |         |          |
| 1962  | Non inscrite | 1986 | Non inscrite      | 2010     | Tour préliminaire |         |          |
| 1963  | Non inscrite | 1988 | Non inscrite      | 2012     | 1er tour          |         |          |
| 1965  | Non inscrite | 1990 | Non inscrite      | 2013     | Tour préliminaire |         |          |
| 1968  | Non inscrite | 1992 | Non inscrite      | 2015     | Tour préliminaire |         |          |
| 1970  | Non inscrite | 1994 | Tour préliminaire | 2017     | Tour préliminaire |         |          |
| 1972  | Non inscrite | 1996 | Tour préliminaire | 2019     | Tour préliminaire |         |          |
| 1974  | Non inscrite | 1998 | Tour préliminaire | 2021     | Tour préliminaire |         |          |
| 1976  | Non inscrite | 2000 | Tour préliminaire | 2023     | Tour préliminaire |         |          |
| 1978  | Non inscrite | 2002 | Tour préliminaire | 2025     | À venir           |         |          |
| 1980  | Non inscrite | 2004 | Tour préliminaire |          | 2027              | À venir |          |

### Autres compétitions
- Finaliste de la Coupe COSAFA en 2016 et 2019

## Principaux joueurs
Chiffres au 31 juillet 2017
| #  | Joueur               | Capes | Buts | Carrière  |
| -- | -------------------- | ----- | ---- | --------- |
| 1  | Mompati Thuma        | 84    | 1    | 2004-2013 |
| 2  | Modiri Marumo        | 82    | 0    | 1997-2015 |
| 3  | Joel Mogorosi        | 79    | 14   | 2005-2016 |
| 4  | Ndiapo Letsholathebe | 77    | 0    | 2003-2013 |
| 5  | Tshepo Motlhabankwe  | 75    | 2    | 2003-2013 |
| 6  | Mogogi Gabonamong    | 74    | 4    | 1999-2015 |
| 7  | Dipsy Selolwane      | 68    | 18   | 1998-2012 |
| 8  | Ofentse Nato         | 62    | 4    | 2009-     |
| 9  | Lemponye Tshireletso | 61    | 11   | 2009-     |
| 10 | Jerome Ramatlhakwane | 56    | 22   | 2006-2014 |

| # | Joueur               | Buts | Capes | Carrière  |
| - | -------------------- | ---- | ----- | --------- |
| 1 | Jerome Ramatlhakwane | 22   | 56    | 2006-2014 |
| 2 | Dipsy Selolwane      | 18   | 68    | 1998-2012 |
| 3 | Joel Mogorosi        | 14   | 79    | 2005-2016 |
| 4 | Lemponye Tshireletso | 11   | 61    | 2009-     |
| 5 | Moemedi Moatlhaping  | 9    | 50    | 2004-2013 |
| 6 | Tshepiso Molwantwa   | 8    | 44    | 1998-2006 |
| 7 | Pontsho Moloi        | 7    | 50    | 2004-2012 |
| 8 | Onkabetse Makgantai  | 5    | 14    | 2014-     |

## Principaux sélectionneurs
| - 1973 : Thomas Johnson - 1976 : Rudi Gutendorf - 1986-1987 : Peter Cormack - 1990-1992 : Kenny Mwape - 1992-1993 : Freddie Mwila - 1994-1996 : Freddie Mwila - 1996-1997 : Michael Gaborone | - 1997-1998 : David Bright - 1999 : David Bright - 1999 : Jeff Butler - 2000 : David Bright - 2001 : Karl-Heinz Marotzke - 2002-2006 : Veselin Jelušić | - 2006 : David Bright (intérim) - 2006-2008 : Colwyn Rowe - 2008-2013 : Stanley Tshosane - 2014-2017 : Peter Butler - 2017-2019 : David Bright - 2019-2022 : Adel Amrouche - 2022-2023 : Mogomotsi Mpote - 2023-2024 : Didier Gomes da Rosa - 2025- : Morena Ramoreboli |